# South Padre Island (miasto)
South Padre Island – miasto w Stanach Zjednoczonych, w stanie Teksas, w hrabstwie Cameron, na wyspie South Padre Island, nad Zatoką Meksykańską.